# Бердников, Илья Степанович
Илья́ Степа́нович Бе́рдников (13 [25] июля 1839, Коса, Вятская губерния — 30 сентября [13 октября] 1915, Казань) — русский богослов, канонист.

## Биография
Родился в семье сельского причетника в селе Коса близ города Слободского Вятской губернии, по разным источникам  12 (24) июля 1839 года или в 1841 году. Учился в Глазовском духовном училище с 1852 по 1854 год, затем поступил в Вятскую духовную семинарию, которую окончил в 1860 году. После окончания Вятской семинарии (Бердников был самым успешным учеником) он был зачислен в Казанскую духовную академию. Выдающиеся способности обнаружил Илья Бердников и во время обучения в академии. Он был полиглотом (знал греческий, французский, арабский, татарский, монгольский и калмыцкий языки), и во всех областях одарённым студентом, стал первым магистром своего курса. В 1864 году окончил академию и был оставлен бакалавром на кафедре литургики и каноники для подготовки к профессорскому званию. В 1869 году кафедра была разделена, и Бердников с 3 мая 1869 года занял в академии должность экстраординарного профессора кафедры каноники; в 1873—1876 годах был ещё и инспектором классов академии. В 1871—1878 годах он читал каноническое право в Императорском Казанском университете.
В 1881 году вышел десятилетний труд Бердникова «Государственное положение религии в римско-византийской империи. Т. I: До Константина Великого» и 25 ноября 1881 года он был утверждён в степени доктора богословия, а 15 февраля 1882 года — в должности ординарного профессора; с ноября 1882 года по ноябрь 1886 года был помощником ректора Казанской духовной академии; 7 апреля 1885 года назначен ординарным профессором Казанского университета по кафедре церковного права. В своей докторской диссертации Бердников рассматривал отношения между церковью и государством в Византии с новой стороны. В 1888 году был издан «Краткий курс церковного права», которому не было аналогов в истории российского духовного образования.
Активно сотрудничал с различными обществами, состоял членом совета и казначеем «Общества вспомоществования недостаточным студентам КазДА» с 1883 года, почётным членом «Московского общества любителей духовного просвещения» с 1892 года, работал в редакционной комиссии по изданию «Православного Собеседника» и «Известий по Казанской епархии» вместе с профессорами П. В. Знаменским и Н. Я. Беляевым в 1886—1889 годах.
Взаимодействию церкви и государства Бердников уделял большое внимание в своих исследованиях. Развивая идеи православной государственности, он видел особую опасность в индифферентизме к религии: 

Человек не может двоиться в своем мировоззрении, в своих принципах, как предполагает, по-видимому, новое государство. Он не может оставаться долгое время на распутье двух разнородных цивилизаций. Он не может в одно и то же время верить в Бога, в Святое Евангелие и признавать святость законов государственных, противоречащих закону Божию. Человеку трудно учиться вере после того, как он пройдет школу, игнорирующую веру, или прямо враждебную ей. Ему тяжелее должны казаться требования религии после того, как гражданское общежитие освободило от них его и себя. Вообще, не может человек служить в одно и то же время двум господам с одинаковым усердием… не дай Бог, если возобладает в политической жизни народов демократическое направление… Справедливо замечают даже поклонники нового государства, что религиозная терпимость, проистекающая из безразличия к делу религии, находится в близком родстве с преследованием, что индифферентизм есть самая опасная форма враждебности к религии.— Бердников И. С. Новое государство в его отношении к религии. — Казань, 1888. — С. 69.
Он также выступал за переосмысление существующей синодальной системы, и модернизацию её в соответствии с древней канонической традицией.
С 15 марта 1890 года И. С. Бердников — заслуженный профессор Казанской духовной академии, с 31 декабря 1894 года — сверхштатный преподаватель академии.
Бердников принимал активное участие в церковной деятельности в 1905 году, являлся участником специального совещания, направленного на выработку мер по восстановлению порядка в духовных учебных заведениях. В 1906 году он участвовал в работе Предсоборного Присутствия, где проявилась его реформаторская позиция. В 1910—1911 годах сотрудничал с А. П. Лопухиным и Н. Н. Глубоковским, издававшим Православную богословскую энциклопедию.
Одним из результатов деятельности Ильи Бердникова стало то, что из под его руководства вышли многие талантливые и профессиональные канонисты. Среди них более тринадцати магистерских и несколько докторских диссертаций. Во многих высших учебных заведениях страны преподавали его ученики, так, в Казанском университете — профессор В. К. Соколов, в Томском — профессор П. А. Прокошев, в Харьковском — профессор Е. Н. Темниковский, в Московской духовной академии — профессор А. И. Алмазов, в Казанской — профессора П. Д. Лапин, и Ф. А. Курганов.
После своего ухода на пенсию в 1911 году Бердников передал значительную часть своей библиотеки в дар Казанской духовной академии. В 1914 году он содействовал Казанскому отделу «Комитета по оказанию помощи раненым воинам русским, черногорским и сербским и их семействам и семействам убитых воинов» под покровительством великой княгини Милицы Николаевны.
Илья Степанович Бердников имел широкое церковное и государственное признание; был почётным членом Казанской, Петроградской, Московской и Киевской духовных академий, имел чин действительного статского советника (с 24.04.1888). Дважды был удостоен Макариевской премии. Был награждён орденом Св. Станислава 1-й (1896) и 2-й ст., Св. Анны 1-й (1908), 2-й (1880) и 3-й ст. и Св. Владимира 3-й (1892) и 4-й ст., а также сербским орденом Св. Саввы Сербского 3-й ст. (1908).
Умер 10 (23) сентября 1915 года от кровоизлияния в мозг, был захоронен на Куртином кладбище недалеко от академии.

## Комментарии
1. ↑  Ныне — в Зуевском районе Кировской области[2].